# Stephanus Pighius

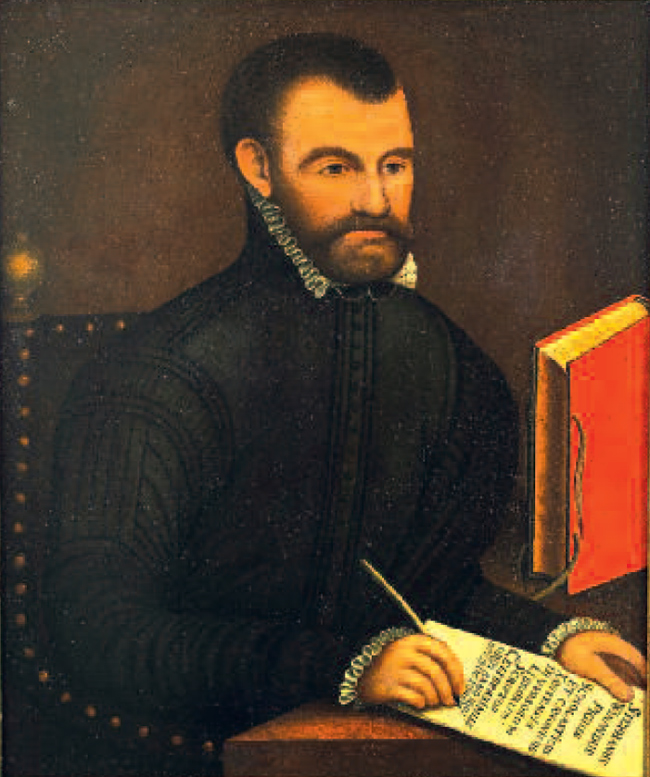
Stephanus Pighius

Stephanus Winandus (of Vinandus) Pighius (Kampen, 1520 – Xanten, 16 oktober 1604) was een Nederlands humanist en oudheidkundige.
Stephanus Pighius werd als Steven Wynkens, zoon van Hendrik Wynkens en Gese Pigge, geboren in een vooraanstaande familie in Kampen.Het waren waarschijnlijk Kooplieden op onder andere Rusland.
Zijn vader overleed al in 1532. Drie jaar later, op 15-jarige leeftijd, kwam Steven samen met zijn broer Hendrik onder de hoede van zijn oom Albert Pighius (Albert Pigge) in Utrecht, een beroemd rooms-katholiek theoloog. Sindsdien nam Steven een dubbele Latijnse achternaam aan: Winandus naar Wynkens en Pighius naar Pigge. In Utrecht bezocht hij de Hiëronymusschool, waar Lambertus Hortensius geschiedenisleraar was en Pighius misschien heeft beïnvloed. In 1540 werd hij als student aan de Universiteit van Leuven ingeschreven, waar hij ook promoveerde aan de artesfaculteit.
In 1548/49 kwam hij voor het eerst in Rome, waar hij in dienst trad van kardinaal Marcello Cervini, een kennis van zijn oom Albertus en bibliothecaris van de Vaticaanse bibliotheek. Pighius legde in Rome een oudheidkundige documentatie aan waarvoor hij handschriften en inscripties kopieerde en tekeningen maakte van reliëfs en beelden Ook verzamelde hij munten. Als resultaat bood hij de kardinaal in 1544 een bundel aan van door hem afgeschreven inscripties, Inscriptionum antiquarum farrago. Cervini overleed in 1545, nadat hij als Marcellus II drie weken paus was geweest. Pighius keerde daarop terug naar de Nederlanden en werd secretaris en bibliothecaris van kardinaal Antoine Perrenot de Granvelle in Brussel, functies die hij bekleedde tot 1571, al had Granvelle zelf Brussel al in 1564 moeten verlaten. In deze tijd bezorgde hij een editie van Valerius Maximus (Antwerpen: Plantijn 1567).
In 1571 trad hij in dienst van hertog Willem V van Kleef. Hij begeleidde diens zoon Karel Frederik op een reis naar Wenen en Rome, die eindigde toen Karel Frederik in 1575 in Rome overleed. Pighius beschreef deze grand tour in zijn Hercules Prodigius (Antwerpen: Plantijn 1587). Daarna bracht Pighius de rest van zijn leven door als kanunnik in Xanten. Hij werkte hier onder andere aan zijn Annales Magistratuum Romanorum, een commentaar op de in 1546 te Rome gevonden fasti Capitolini, een lijst van oud-Romeinse magistraten. Dit werd uiteindelijk een uitvoerige chronologie van de Romeinse geschiedenis. Het eerste deel werd in 1599 bij Moretus in Antwerpen gepubliceerd, de delen 2 en 3 werden na Pighius' dood in 1615 door Andreas Schott uitgegeven.
Na Pighius’ dood in 1604 kwam zijn handschriftelijke nalatenschap uiteindelijk terecht in de Pruisische Staatsbibliotheek te Berlijn. Hieronder zijn onder andere de Inscriptionum antiquarum farrago (waarvan Pighius ook een handschrift had verkocht aan Janus Gruterus) en de grote verzameling van 388 bladen met inscripties en tekeningen van antieke Griekse en Romeinse beelden die bekendstaat als de Codex Pighianus. Deze handschriften zijn van groot belang, omdat ze documentatie bevatten over inscripties en beelden die inmiddels soms verloren zijn gegaan.